# Старий Дунінув
Старий Дунінув (пол. Stary Duninów) — село в Польщі, у гміні Новий Дунінув Плоцького повіту Мазовецького воєводства.
Населення — 203 особи (2011).
У 1975-1998 роках село належало до Плоцького воєводства.

## Демографія
Демографічна структура станом на 31 березня 2011 року:
|          | Загалом | Допрацездатний вік | Працездатний вік | Постпрацездатний вік |
| -------- | ------- | ------------------ | ---------------- | -------------------- |
| Чоловіки | 98      | 26                 | 59               | 13                   |
| Жінки    | 105     | 19                 | 65               | 21                   |
| Разом    | 203     | 45                 | 124              | 34                   |